# Myrtle Point
Myrtle Point est une municipalité américaine située dans le comté de Coos en Oregon. Lors du recensement de 2010, elle compte 2 514 habitants et s'étend sur 1,62 milles carrés (4,2 km2).

## Histoire
Avant l'arrivée des européens, le lieu est un terrain de chasse et de pêche des Coquilles. Ephraim Catching acquiert le territoire actuel de Myrtle Point en 1853. Henry Myers y fonde la ville qui porte un temps son nom (Myersville).
La localité est renommée Myrtle Point en 1876, en référence aux nombreux arbustes sur son territoire (« myrtle » signifie « myrte »), notamment le long de la Coquille. Myrtle Point devient une municipalité le 4 février 1887.